# Ungeheuerhof
Der Ungeheuerhof ist ein zur Großen Kreisstadt Backnang gehörender Weiler im baden-württembergischen Rems-Murr-Kreis.

## Lage und Beschreibung
Der Weiler liegt auf einer flachen Anhöhe südöstlich von Backnang an der Kreisstraße nach Unterweissach und ist von Obstplantagen umgeben. Der Ort besteht aus großen und kleineren Landwirtschaftsbetrieben sowie einigen neueren Einfamilienhäusern. Nach dem Zweiten Weltkrieg wurden ein paar Aussiedlerhöfe in geringem Abstand zum Weiler errichtet.

## Geschichte

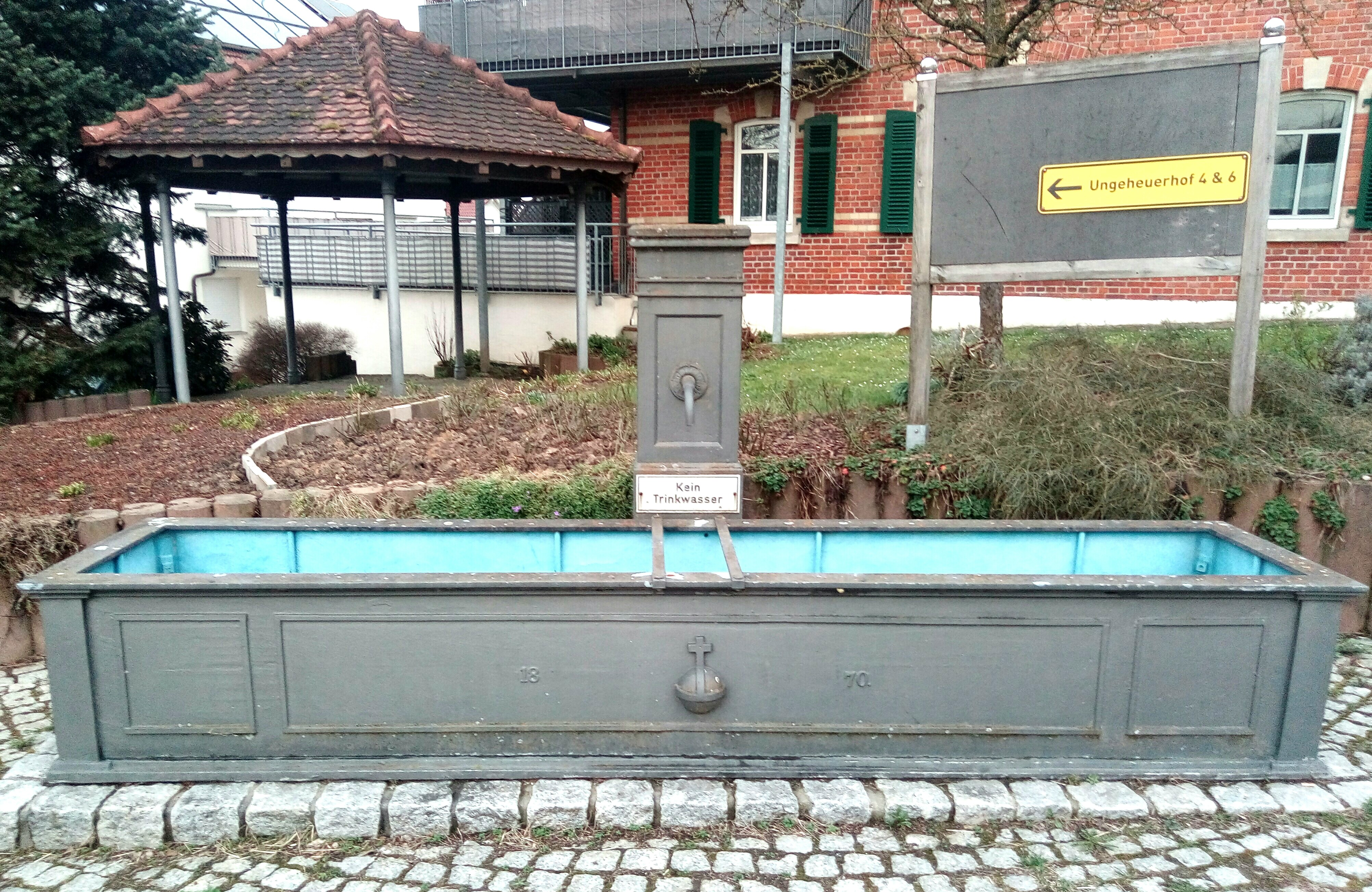
Brunnenanlage von 1870

Erstmals erwähnt wurde der Ungeheuerhof als Schäferei zu dem Ungehewr im Jahre 1442. Es ist unklar, wie der ungewöhnliche Ortsname entstanden ist. Wahrscheinlich wurde der Flurname Ungeheuer (auch Ungeheuerfeld) auf den Weiler übertragen. Der Flurname sagt aus, dass die Gegend früher nicht geheuer war. Es ist aber keine Sage über eine Spukerscheinung oder Ähnliches überliefert.
Nach dem einem Lagerbuch von 1568/69 stand dem Augustiner-Chorherrenstift zu Backnang der große und der kleine Zehnt sowie der Heuzehnt zu. Nach einer Urkunde von 1596 wurde der Schafhof in jenem Jahr erneuert und dem Inhaber der Schäferei Weide- und Übertriebsrechte zugesprochen. Allerdings wurde die Anzahl der Schafe auf 800 Stück begrenzt. Als der Schäfer im Jahre 1722 über 1000 Schafe besaß, befahl ein Gericht die Reduzierung seiner Bestände. In der ersten Oberamtsbeschreibung aus dem 18. Jahrhundert wird der Ungeheuerhof erwähnt. Zu jener Zeit umfasste der kleine Ort 4 Wohnhäuser, 5 Scheunen, ein Schafhaus, 8 Ställe für Rindvieh, einen Ziehbrunnen sowie einige Backhäuschen, in denen die Bauern ihr eigenes Brot buken. Die Einwohner des Weilers lebten alle von der Landwirtschaft. Es gab auch einen mit Karpfen besetzten Fischteich. Die Verbindungen nach Backnang waren nicht sehr eng. Obwohl der Ungeheuerhof kirchlich stets zu Backnang gehörte und auch dem Stadtgericht unterstellt war, mussten Personen vom Ungeheuerhof in Backnang das Bürgerrecht beantragen, wenn sie dauerhaft in der Stadt leben wollten, und es kam nicht selten vor, dass ihnen dieses verwehrt wurde. Erst 1819 wurde der Ungeheuerhof nach Backnang eingemeindet. 1847 ermordete der aus Löchgau stammende Metzgergeselle Wilhelm Heinrich Armbruster etwa 400 Meter östlich des Ungeheuerhofs den aus Unterweissach stammenden Viehhändler Johann Gottlieb Winter mit mehreren Messerstichen. Armbruster wurde zum Tode verurteilt und im Januar 1848 in Backnang öffentlich geköpft. Seine Exekution war die letzte öffentliche Hinrichtung im Königreich Württemberg. Ab 1931 wurde der Ungeheuerhof an die städtische Wasserversorgung angeschlossen.

## Bevölkerung

### Einwohnerentwicklung
- 1810: 27 Einwohner[1]
- 1871: 77 Einwohner

## Sehenswürdigkeiten
- Historische Brunnenanlage von 1870.